# Antonio Rubio Aguilar
Antonio Rubio Aguilar ( -Málaga, 9 de agosto de 1935) fue víctima de un atentado terrorista atribuido a elementos anarquistas. 

## Atentado
Durante los primeros días de agosto de 1935, en concreto el 9 de agosto, falleció en Málaga Antonio Rubio Aguilar, al parecer confidente policial, víctima de un atentado terrorista cometido por elementos anarquistas.
Unos días antes murió en Sevilla Antonio Corpas Gutiérrez, atentado atribuido a Jerónimo Misa Almazán, que fue detenido y condenado a pena de muerte. En Navidad, el diputado socialista Hermenegildo Casas pedía la clemencia del gobierno para este reo. El 16 de febrero de 1936, aparecía en la Gaceta de Madrid, número 47, el Decreto conmutando por la de treinta años de reclusión mayor la pena de muerte impuesta a Jerónimo Misa Almazán, firmado por el ministro de Trabajo, Justicia y Sanidad Manuel Becerra Fernández. Tras practicarle la autopsia, el cadáver de Antonio Corpas fue trasladado al cementerio de Sevilla, donde fue inhumado en la tarde del 10 de agosto de 1935. En represalia por la muerte de Corpas, varias horas después de su entierro, desde un vehículo a gran velocidad que pasó delante del local de la Unión de Sindicatos, en la calle Arenal, número 3, de Sevilla, sus ocupantes hicieron numerosos disparos contra el sindicato comunista, al grito de "¡Viva Falange Española! ¡Viva España!" A consecuencia de los disparos resultó muerto el conserje Juan Rasero, de 30 años, y herido de gravedad Juan Litrán Rodríguez, de 45 años. Otros dos sindicalistas recibieron heridas leves. Litrán falleció unos días más tarde.